# تلفزيون الصين المركزي CCTV-7
CCTV-7 هي القناة السابعة التلفزيونية الوطنية لجمهورية الصين الشعبية. و هي قناة الفلاحة والجيش تنتمي إلى تلفزيون الصين المركزي (بالماندرين:中国中央电视台)، و هي واحدة من المؤسسات الحكومية الرسمية الصينية.
ظهرت في 1995، و هي قناة متخصصة ضمن مجموعة "CCTV" وتبث على أقمار صناعية مختلفة في جميع أنحاء العالم، 24 ساعة على 24.

## التاريخ

### القناة بين 1995 و 2003
بدأت القناة بثها في سنة 1995 و ببعض البرامج حتى أغلقت في 2003 بتغطية الشاشة بألوان مختلفة.

### القناة من 2003 حتى الآن
بعد أن أغلقت القناة لمدة قصيرة تم فتحها من طرف تلفزيون الصين المركزي رسميا وهي تبث برامجها حتى الآن.

## البرنامج
القناة مخصصة للجيش وللفلاحة الوطنية الصينية:
- جيش التحرير الشعبي: تبث القناة مختلف العمليات والتدريبات و المناورات التي يقوم بها إضافة إلى أخبار عن جيش التحرير الشعبي والمهمات التي يقوم بها في بعض دول العالم وأيضا إلى التخرجات والاعتمادات لضباط المنتسبين للجيش.
- الفلاحة: تبث القناة أيضا أخبار ومعلومات و كل جديد عن الفلاحة الصينية و إحصائيات عنها لأنها توظف أكثر من 300 مليون مزارع وتحتل المرتبة الأولى في الإنتاج الزراعي في جميع أنحاء العالم.

بالإضافة إلى هذا قامت القناة ببث مشترك مع باقة تلفزيون الصين المركزي ببث الألعاب الأولمبية الصيفية لسنة 2008.

## مقالات ذات صلة
- تلفزيون الصين المركزي.
- مقر تلفزيون الصين المركزي.

## روابط خارجية
- الموقع الرسمي لقناة CCTV-7.